# Maipú (departement van Chaco)
Maipú is een departement in de Argentijnse provincie Chaco. Het departement (Spaans:  departamento) heeft een oppervlakte van 2.855 km² en telt 24.747 inwoners.

## Plaats in departement Maipú
- Tres Isletas